# Osiedle Kosmonautów (Poznań)

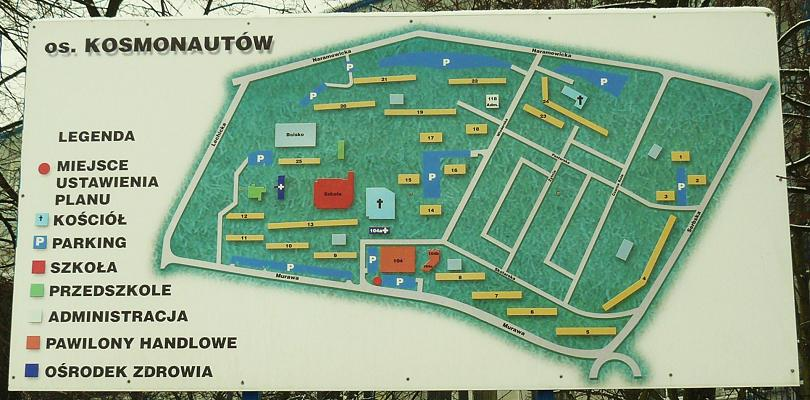
Osiedlowa tablica z planem

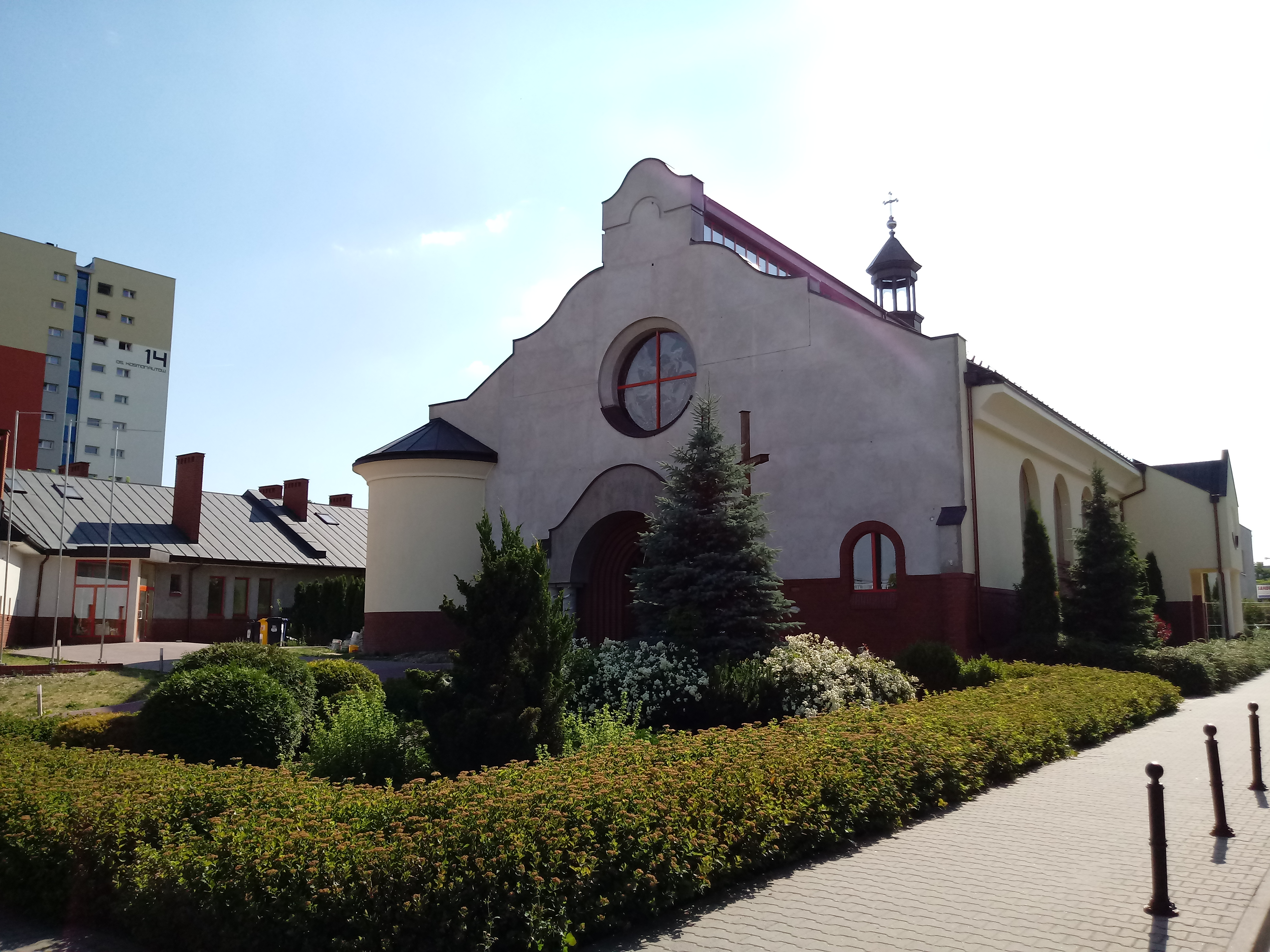
Kościół Świętych Aniołów Stróżów (2018)

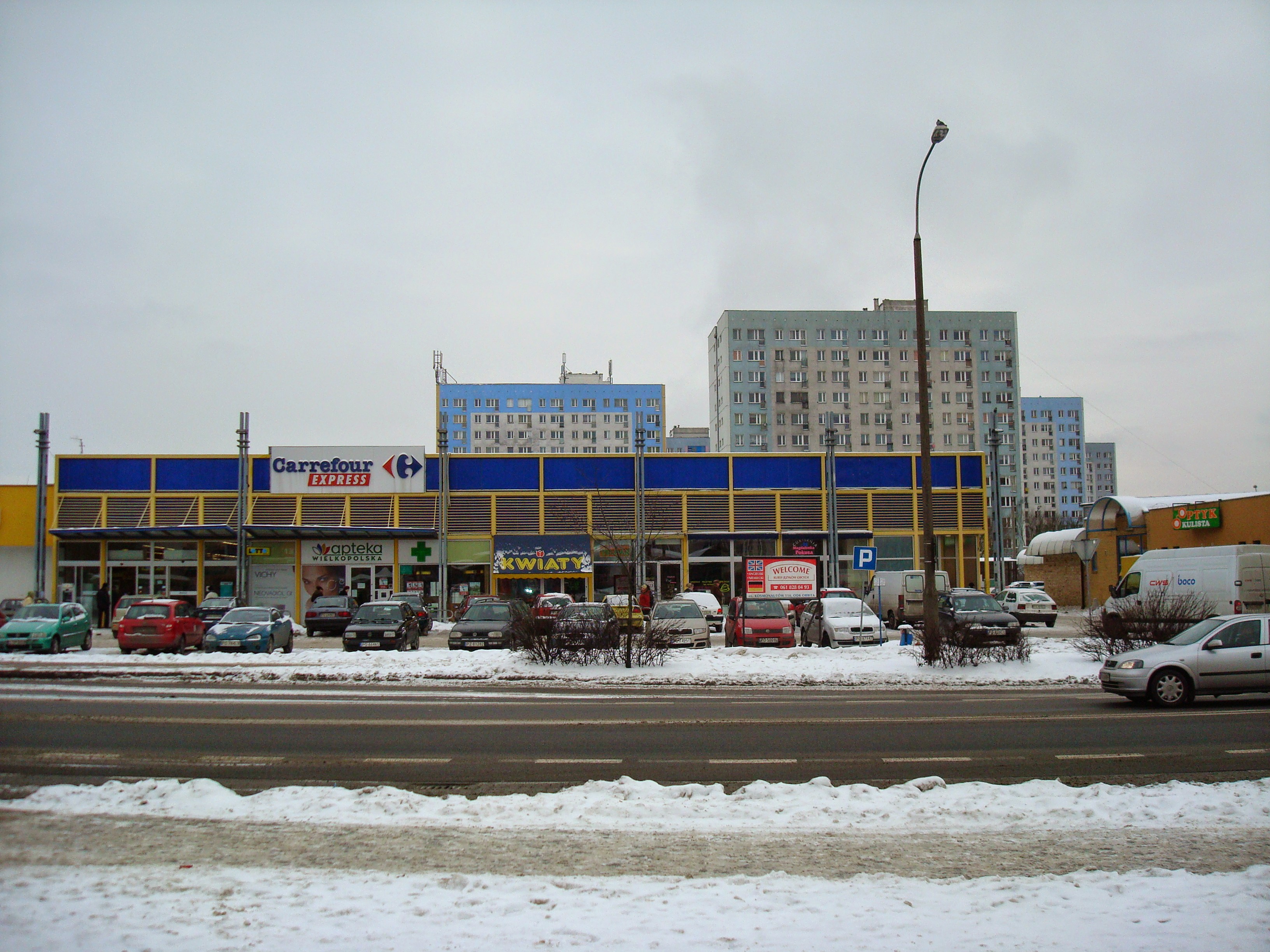
Osiedle Kosmonautów, widok od strony ulicy Murawa (2014)

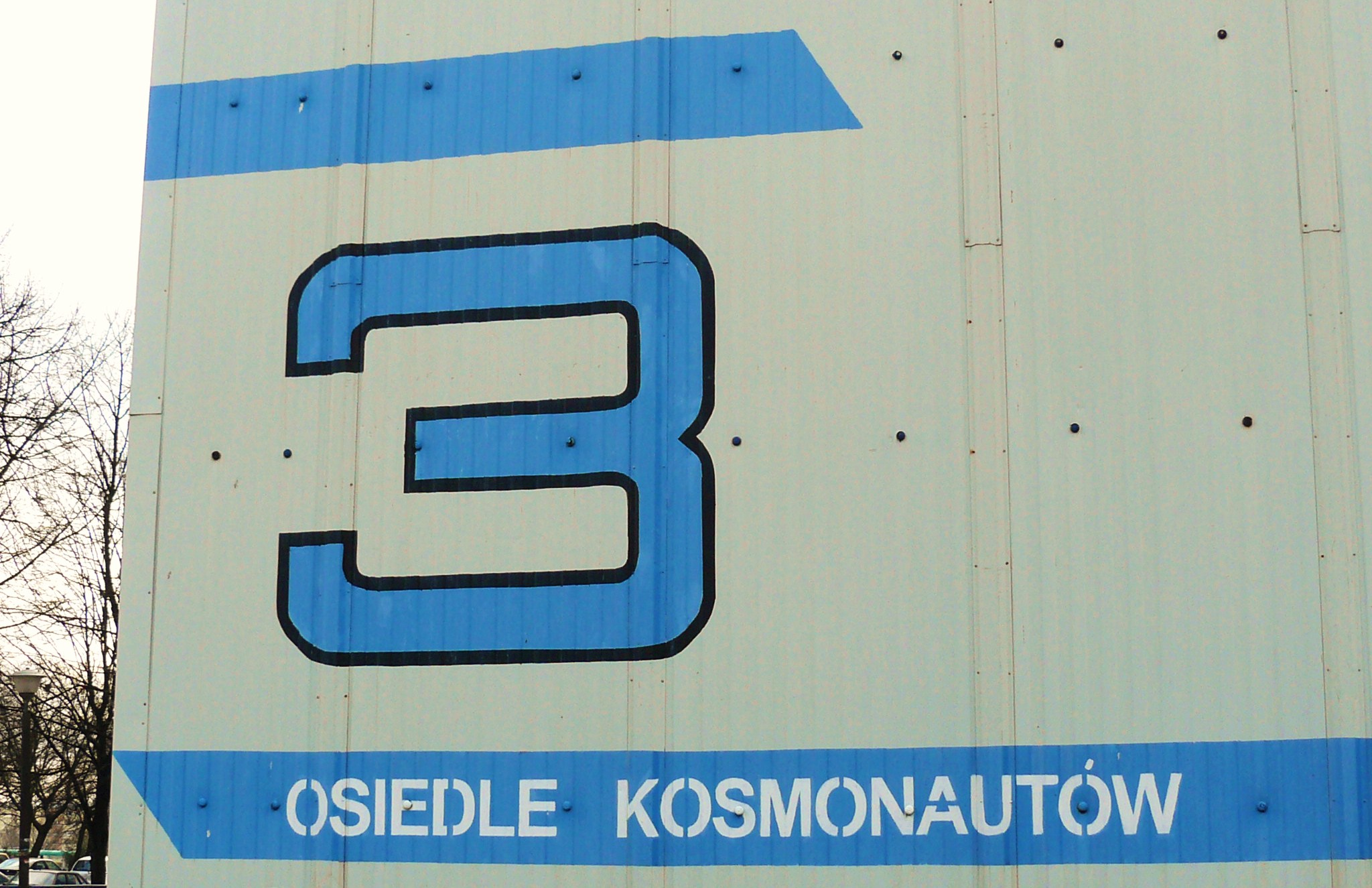
Numer adresowy - typowy design dla wszystkich bloków na osiedlach winogradzkich od czasu ich powstania

Osiedle Kosmonautów – osiedle mieszkaniowe w Poznaniu, a jednocześnie jednostka obszarowa na obszarze Systemu Informacji Miejskiej (SIM), należąca do większej jednostki obszarowej Winogrady, leżące na obszarze jednostki pomocniczej Osiedle Nowe Winogrady Wschód.
Sąsiaduje z osiedlami: Wichrowe Wzgórze, Pod Lipami. Na osiedlu znajduje się 8 budynków 13-kondygnacyjnych oraz 17 budynków 5-kondygnacyjnych. Cechą charakterystyczną osiedla jest istnienie wewnątrz niego ok. 9-hektarowego obszaru niskiej zabudowy o charakterze głównie jednorodzinnym, pozostającego poza administracją osiedlowej spółdzielni mieszkaniowej.

## Historia
Obszar osiedla do 1990 r. należał do dzielnicy administracyjnej Stare Miasto. W 2001 r. utworzono jednostkę pomocniczą miasta Osiedle Kosmonautów, pod względem obszaru tożsamą z granicami os. Kosmonautów. Z dniem 1 stycznia 2011 r. jednostkę Osiedle Kosmonautów połączono z sąsiadującą jednostką Osiedle Zagroda w jedno Osiedle Nowe Winogrady Wschód.
W 2018 rozpoczęła się budowa wieżowców uzupełniających zabudowę osiedla na narożniku ulic Serbskiej i Naramowickiej, w miejscu, w którym na początku lat 90. XX w. funkcjonowała firma Drewbud. Inwestycja o nazwie Nowych Kosmonautów realizowana jest przez prywatną firmę Monday Development, niezależnie od administrującej osiedlem spółdzielni mieszkaniowej. W 2019 budowane są dwa z trzech budynków. Docelowo wieżowce pomieszczą 344 mieszkania.

## Ulice
Granice osiedla wyznaczają następujące ulice:
- ul. Naramowicka
- ul. Serbska
- ul. Murawa
- ul. Lechicka — odcinek drogi krajowej nr 92

## Oświata
- Szkoła Podstawowa nr 65 im. Franciszka Żwirki i Stanisława Wigury (zespół szkolno-przedszkolny nr 5)
- Do września 2013 roku — Gimnazjum nr 9 im. Jerzego Waldorffa
- Przedszkole nr 158 „Świat Krasnali”
- Przedszkole nr 134 „Słoneczny Świat”
- Przedszkole nr 175 (zespół szkolno-przedszkolny nr 5)

## Kultura
Na terenie osiedla funkcjonuje Osiedlowy Dom Kultury „Orbita”.

## Kościół
Na terenie osiedla funkcjonuje rzymskokatolicka Parafia św. Aniołów Stróżów.

## Komunikacja miejska
- tramwaje: 3, 10
- autobusy: 167, 169, 170, 171, 174, 178, 182, 183, 185 (linie miejskie dzienne), 214, 224 (linie nocna) i 322 oraz 911 (linie podmiejskie dzienne)

W 2018 roku rozpoczęto budowę trasy tramwajowej mającej połączyć centrum miasta z dzielnicą Naramowice. Trasa będzie biec od pętli tramwajowej Wilczak, przebiegać wschodnim skrajem os. Kosmonautów, wzdłuż ul. Naramowickiej. Budowę zakończono w kwietniu 2022roku.